# Mặt Trăng mọc và Mặt Trăng lặn

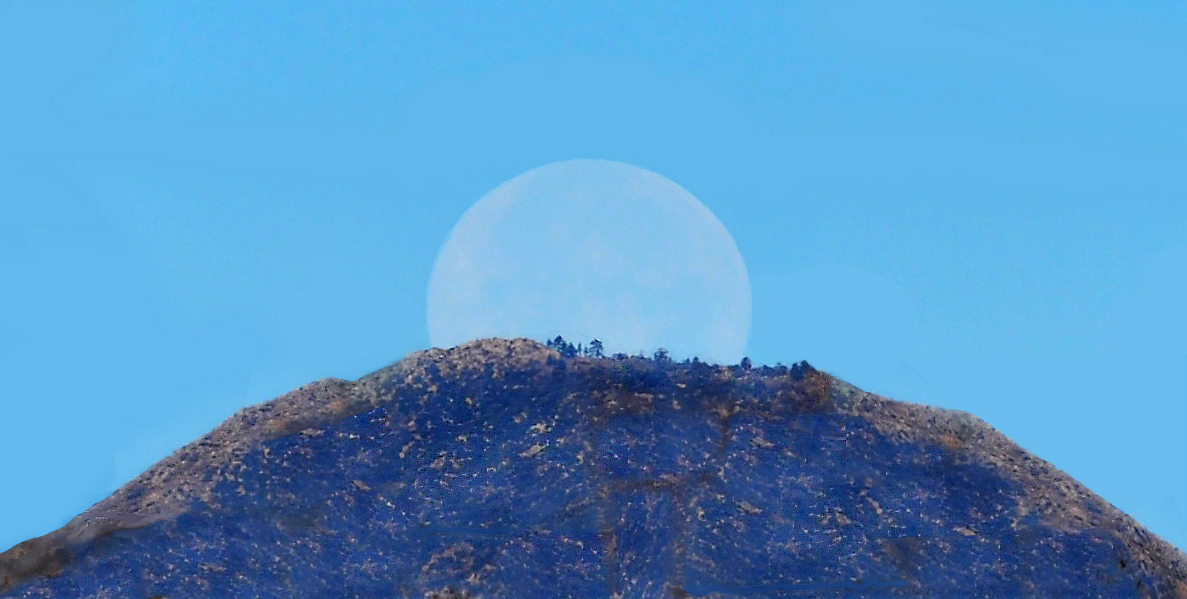
Trăng tròn lặn sau núi San Gorgonio, California, vào một buổi sáng gữa mùa hè.

Mặt Trăng mọc và Mặt Trăng lặn là thời điểm mà limb (vùng nhìn thấy được của Mặt Trăng) trên của Mặt Trăng lần lượt xuất hiện phía trên và biến mất phía dưới đường chân trời. Thời gian chính xác phụ thuộc vào pha và xích vĩ của Mặt Trăng, cũng như vị trí của người quan sát. Khi nhìn từ bên ngoài các vòng cực, Mặt Trăng, giống như tất cả các thiên thể khác nằm ngoài đường tròn quanh cực, mọc từ nửa phía đông của đường chân trời và lặn ở nửa phía tây do hiện tượng tự quay của Trái Đất.

## Hướng mọc

### Hướng
Vì Trái Đất quay từ tây sang đông nên tất cả các thiên thể nằm ngoài đường tròn quanh cực (bao gồm Mặt Trời, Mặt Trăng, các ngôi sao và các hành tinh) mọc ở phía đông và lặn ở phía tây đối với những người quan sát bên ngoài vòng cực. Sự thay đổi theo mùa có nghĩa là chúng đôi khi mọc ở hướng đông-đông bắc hoặc đông-đông nam, và đôi khi lặn ở hướng tây-tây nam hoặc tây-tây bắc.

### Thời gian
Vị trí của Mặt Trăng so với Trái Đất và Mặt Trời quyết định thời gian Mặt Trăng mọc và lặn. Ví dụ: trăng hạ huyền mọc vào lúc nửa đêm và lặn vào buổi trưa. Trăng trương huyền khuyết dần (trăng khuyết cuối tháng) được nhìn thấy rõ nhất trong phần lớn buổi đêm và đầu buổi sáng. Mỗi ngày / đêm, Mặt Trăng mọc muộn hơn 30 đến 70 phút so với ngày / đêm trước đó, do Mặt Trăng di chuyển 13 độ mỗi ngày.
| Pha Mặt Trăng (nhìn từ Bắc Bán cầu) | Mặt Trăng mọc       | Thời gian đỉnh điểm (điểm cao nhất) | Mặt Trăng lặn       | Thời gian quan sát tốt nhất                     |
| ----------------------------------- | ------------------- | ----------------------------------- | ------------------- | ----------------------------------------------- |
| Trăng non                           | Mặt Trời mọc        | Buổi trưa                           | Mặt Trời lặn        | Không nhìn thấy được, trừ khi xảy ra nhật thực. |
| Trăng lưỡi liềm đầu tháng           | Cuối buổi sáng      | Buổi chiều                          | Cuối buổi chiều tối | Cuối buổi sáng đến đầu buổi chiều tối.          |
| Trăng thượng huyền                  | Buổi trưa           | Mặt Trời lặn                        | Nửa đêm             | Đầu buổi chiều tối tới cuối buổi đêm.           |
| Trăng trương huyền tròn dần         | Buổi chiều          | Cuối buổi chiều tối                 | Trước bình minh     | Đầu buổi chiều tối và phần lớn buổi đêm.        |
| Trăng tròn                          | Mặt Trời lặn        | Nửa đêm                             | Mặt Trời mọc        | Lúc Mặt Trời lặn đến lúc Mặt Trời mọc (cả đêm). |
| Trăng trương huyền khuyết dần       | Cuối buổi chiều tối | Trước bình minh                     | Cuối buổi sáng      | Phần lớn buổi đêm và đầu buổi sáng.             |
| Trăng hạ huyền                      | Nửa đêm             | Mặt Trời mọc                        | Giữa trưa           | Trước bình minh đến sau lúc Mặt Trời mọc.       |
| Trăng lưỡi liềm cuối tháng          | Trước bình minh     | Cuối buổi sáng                      | Buổi chiều          | Trước bình minh đến buổi chiều.                 |

## Quan sát

Hình ảnh Mặt Trăng được quan sát bị biến dạng khi đi tới bầu khí quyển của Trái Đất.

Mặt Trăng dường như lớn hơn khi Mặt Trăng mọc hoặc Mặt Trăng lặn. Điều này được gây ra bởi ảo giác. Ảo giác này, được gọi là ảo giác Mặt Trăng, là do tác động của não gây ra. Hiện vẫn chưa có lời giải thích chính xác cho ảo giác Mặt Trăng. Tuy nhiên, rất có thể là do cách não nhận thức các vật thể ở các khoảng cách khác nhau và / hoặc cách mà con người suy luận về khoảng cách của các vật thể khi chúng ở gần đường chân trời.
Mặt Trăng dường như có màu vàng hơn khi ở gần đường chân trời. Đây cũng là lý do khiến Mặt Trời và / hoặc bầu trời dường như có màu đỏ cam lúc Mặt Trời mọc / lặn. Khi Mặt Trăng xuất hiện gần đường chân trời, ánh sáng phát ra từ nó phải xuyên qua nhiều lớp khí quyển hơn. Điều này làm tán xạ các màu sắc khác và để lại màu vàng, cam và đỏ.